# Vestfjarðagöng
Die Vestfjarðagöng, seltener auch Breiðadals-og-Botnsheiðar-Tunnel genannt, ist ein Straßentunnel in den  Westfjorden von Island.
Der Vestfjarðavegur  erreicht im Breiðadalur im Önundarfjörður das südliche Tunnelportal.
Nach 4150 m zweigt unterirdisch der Súgandafjarðarvegur  in Richtung Westen ab.
Diese Gabelung liegt unter der Botnsheiði.
Nach weiteren 2103 m ist im Tungudalur das nördliche Tunnelportal erreicht und nach etwa 3 km der Ort Ísafjörður.
Der Abzweig nach Suðureyri im Súgandafjörður ist 2907 m lang.
Der Tunnel ersetzte die nicht wetter- und nicht wintersichere Straße über die Botns- und die Breiðadalsheiði.
Das Verkehrsaufkommen liegt bei 772 Fahrzeugen täglich im Jahresdurchschnitt aus und nach Ísafjörður. (697 Önundarfjörður, 263 Súgandafjörður).
Mit einer Länge von 9120 m ist der Vestfjarðargöng derzeit der längste zusammenhängende Tunnel in Island.
(Zum Vergleich: Die Héðinsfjarðargöng, die 2010 eröffnet wurden, bestehen aus einem 3700 m langen Teilstück, eine 600 m lange oberirdische Straße und ein 6900 m langes Teilstück.)
Die maximale Fahrstrecke im Tunnel beträgt 7057 m zwischen dem Önundarfjörður und dem Súgandafjörður.
(Die kürzeste 5010 m zwischen dem Súgandafjörður und Ísafjörður)
Der Baubeginn war 1991 und der Tunnel wurde Dezember 1995 für den Verkehr freigegeben.
Die feierliche Eröffnung fand nach Abschluss der Restarbeiten am 14. September 1996 statt.
Nur der Arm des Tunnels nach Ísafjörður ist zweispurig, die beiden anderen Arme wurden einspurig mit Ausweichbuchten errichtet.
Nordöstlich von Ísafjörður liegt mit der Arnarnessgöng Islands ältester und kürzester Tunnel, die durch die Álftafjarðargöng abgelöst werden soll.

## Siehe auch

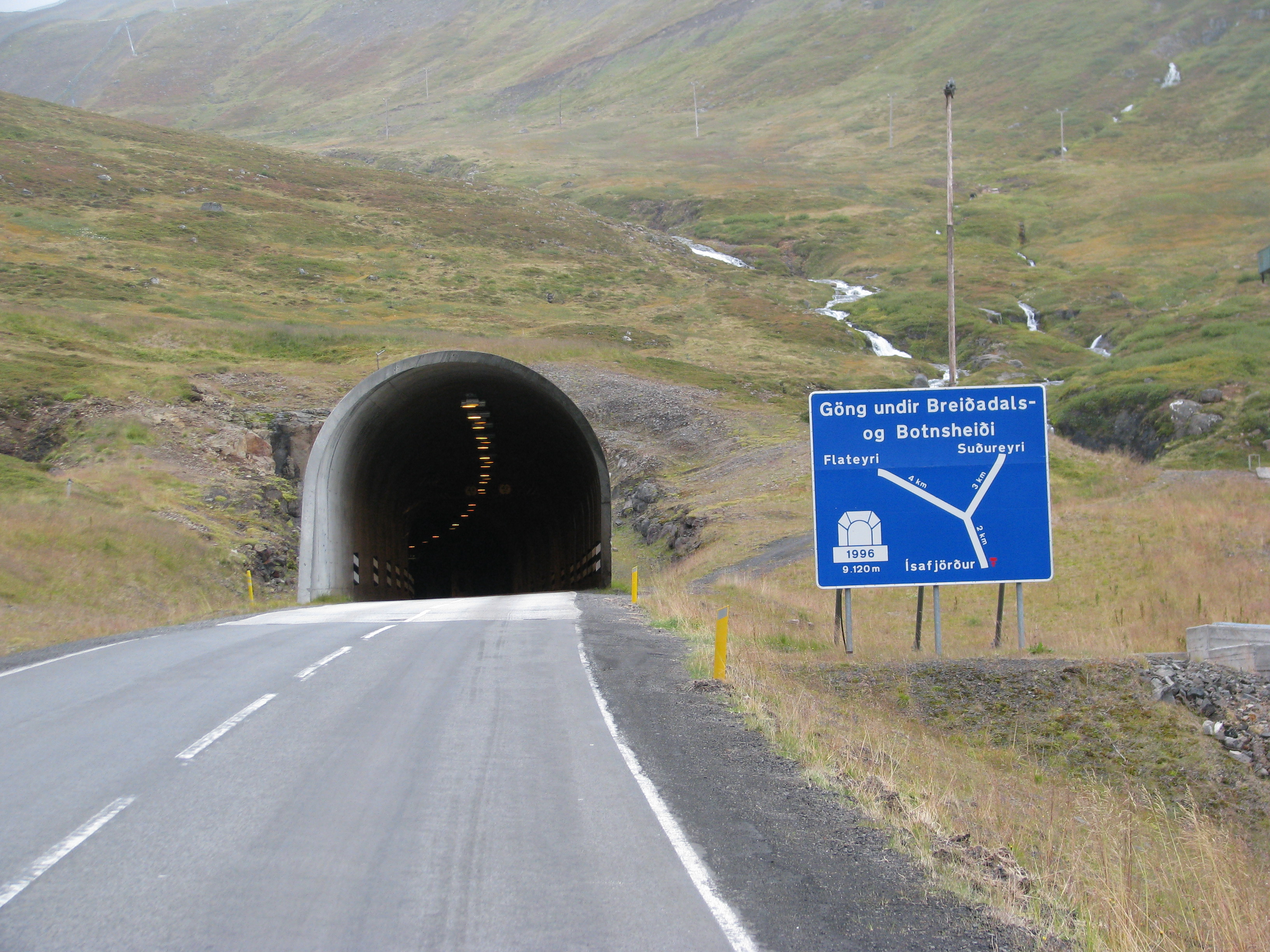
Nordportal des Vestfjarðagöng